# Birte Thimm
Birte Charlotta Thimm, geboren am 6. März 1987 in Leverkusen, ist eine ehemalige deutsche Basketballnationalspielerin.

## Leben
Sie besuchte das Landrat-Lucas-Gymnasium in Leverkusen und begann 2008 ein Studium an der Ruhr-Universität Bochum. Birte Thimm ist die Tochter des ehemaligen Basketball-Nationalspielers Norbert Thimm.

## Basketball
Die 1,80 m große Spielerin, die sowohl als Flügelspielerin als auch als Power Forward eingesetzt wurde, begann in Leverkusen mit dem Basketballspielen. Nach einem einjährigen Aufenthalt in den USA spielte Birte Thimm 2005 bei BBZ Leverkusen/SVU Opladen. Zur Saison 2006/07 wechselte sie zum Erstligisten New Basket ’92 Oberhausen, wo sie Ende 2012 die Rolle des Mannschaftskapitäns übernahm. Zur Saison 2014/15 wechselte sie zum Ligakonkurrenten BC Marburg. Zur Saison 2018/19 wechselte Thimm zum Ligakonkurrenten TK Hannover. Zur Saison 2020/21 wechselte Thimm zu den SG Rheinland Lions in die 2. DBBL Nord, mit denen sie 2021/22 in die 1. DBBL aufstieg. Anschließend verließ sie den Verein.

### Nationalmannschaften
Birte Thimm durchlief alle Jugend-Nationalmannschaften und wurde erstmals 2008 in die deutsche Basketballnationalmannschaft der Damen berufen. Im Vorbereitungsspiel zur zusätzlichen Europameisterschaftsqualifikation am 29. Dezember 2008 gegen Belgien in Lüttich wurde sie zum ersten Mal in der Nationalmannschaft eingesetzt und erzielte drei Punkte. Am 7. Januar 2009 bestritt sie ihr erstes Pflichtspiel und erzielte in Kiew gegen die Ukraine zwei Punkte. Sie bestritt 64 A-Länderspiele.